# Eleições estaduais em Roraima em 1990
As eleições estaduais em Roraima em 1990 ocorreram à 3 de outubro como parte das eleições gerais no Distrito Federal e em 26 estados brasileiros. Foram eleitos o governador Ottomar Pinto, o vice-governador Airton Dias, os senadores Hélio Campos, Marluce Pinto e César Dias, além de oito deputados federais e vinte e quatro estaduais. Como nenhum candidato a governador atingiu metade mais um dos votos válidos, um segundo turno foi realizado em 25 de novembro e segundo a Constituição, o governador teria quatro anos de mandato com início em 1º de janeiro de 1991, sem direito a reeleição.
Criado pela Constituição de 1937 outorgada por Getúlio Vargas e instalado em 1943, Roraima situa-se na parte setentrional do país, foi desmembrado de uma área ao norte do Amazonas, recebeu o nome atual no Governo João Goulart e manteve o status de território federal até ser transformado em estado pela Constituição de 1988.
O resultado da eleição para governador consagrou Ottomar Pinto. Pernambucano de Petrolina, possui o Curso de Formação de Oficiais da Escola de Aeronáutica Campo dos Afonsos no Rio de Janeiro e formou-se Médico e Engenheiro Civil pela Universidade Federal do Rio de Janeiro. Após residir algum tempo entre Estados Unidos e Brasil, trabalhou em órgãos ligados ao Ministério da Aeronáutica e passou para a reserva como Brigadeiro. Em 1979 ingressou na ARENA e foi nomeado governador de Roraima pelo presidente João Figueiredo após convite do Ministro do Interior, Mário Andreazza, e permaneceu quatro anos no cargo, sendo que nesse período migrou para o PDS. Após deixar o governo migrou para o PTB e embora perdendo as eleições para prefeito de Boa Vista em 1985 e 1988, manteve-se em evidência ao eleger-se deputado federal em 1986 e nessa condição esteve na Assembleia Nacional Constituinte que elaborou a Nova Constituição e esta fez de Roraima um estado.
Resolvida a sucessão do governador Rubens Vilar, as atenções foram dirigidas a quem seriam os enviados ao Congresso Nacional e na ausência de nativos entre os escolhidos, o povo de Roraima votou em migrantes vinculados politicamente ao estado. Entre os três senadores, Hélio Campos  conquistou oito anos de mandato enquanto Marluce Pinto e César Dias teriam mandatos de quatro anos. Quanto aos deputados federais eleitos, metade cumpriu apenas um mandato e dentre os eles estavam Teresa Surita e Chico Rodrigues, nomes que ocupariam com o passar dos anos, respectivamente, a prefeitura de Boa Vista e o governo de Roraima.

## Resultado da eleição para governador
Ao final do primeiro turno foram apurados 62.823 votos nominais (91,42%), 4.354 votos em branco (6,34%) e 1.543 votos nulos (2,24%), resultando num comparecimento de 68.720 eleitores.

### Primeiro turno
| Candidatos a governador do estado | Candidatos a vice-governador | Número | Coligação                                                        | Votação | Percentual |
| --------------------------------- | ---------------------------- | ------ | ---------------------------------------------------------------- | ------- | ---------- |
| Ottomar Pinto PTB                 | Airton Dias PTB              | 14     | Frente Popular Nova Estrela (PTB, PDC, PSD)                      | 27.143  | 43,21%     |
| Romero Jucá PDS                   | Zara Botelho PDS             | 11     | Roraima do Povo (PDS, PFL, PMDB, PLP, PTdoB, PDN, PSD, PRT, PLT) | 22.394  | 35,65%     |
| Getúlio Cruz PSDB                 | Carlos Freire PSDB           | 45     | Movimento Roraima Livre (PSDB, PDT, PSB, PCdoB, PST)             | 8.407   | 13,38%     |
| Neudo Campos PRN                  | Geraldo Andrade PRN          | 36     | PRN (sem coligação)                                              | 3.025   | 4,81%      |
| Robert Dagon PT                   | Elvira Fonseca PT            | 13     | PT (sem coligação)                                               | 1.195   | 1,90%      |
| Belgerrac Batista PSC             | Dinéia Lopes Silva PTR       | 20     | Novo Roraima (PSC, PTR)                                          | 659     | 1,05%      |

### Segundo turno
Ao final do segundo turno foram apurados 61.499 votos nominais, 902 votos em branco e 3.004 votos nulos, resultando num comparecimento de 65.405 eleitores.
| Candidatos a governador do estado | Candidatos a vice-governador | Número | Coligação                                                        | Votação | Percentual |
| --------------------------------- | ---------------------------- | ------ | ---------------------------------------------------------------- | ------- | ---------- |
| Ottomar Pinto PTB                 | Airton Dias PTB              | 14     | Frente Popular Nova Estrela (PTB, PDC)                           | 32.506  | 52,86%     |
| Romero Jucá PDS                   | Zara Botelho PDS             | 11     | Roraima do Povo (PDS, PFL, PMDB, PLP, PTdoB, PDN, PSD, PRT, PLT) | 28.993  | 47,14%     |

## Resultado da eleição para senador
Segundo o Tribunal Regional Eleitoral de Roraima, houve 156.568 votos nominais, 43.571 votos em branco e 6.021 votos nulos, resultando num total de 206.160 eleitores. Este último número corresponde ao triplo dos eleitores que compareceram às urnas, pois eram três as vagas de senador.
| Candidatos a senador da República | Primeiro suplente de senador                       | Número | Coligação                                            | Votação | Percentual |
| --------------------------------- | -------------------------------------------------- | ------ | ---------------------------------------------------- | ------- | ---------- |
| Hélio Campos PMN                  | João França Alves PMN Claudomiro Lima Pinheiro PMN | 331    | PMN (sem coligação)                                  | 28.340  | 18,10%     |
| Marluce Pinto PTB                 | Wagner Canhedo PTB                                 | 141    | Frente Popular Nova Estrela (PTB, PDC, PSD)          | 20.316  | 12,98%     |
| César Dias PMDB                   | Helder Grossi PMDB                                 | 155    | PMDB (sem coligação)                                 | 18.657  | 11,92%     |
| Moises Lipnik PTB                 | - PTB                                              | 144    | Frente Popular Nova Estrela (PTB, PDC, PSD)          | 15.841  | 10,12%     |
| João Lyra PSC                     | - PSC                                              | 201    | Novo Roraima (PSC, PTR)                              | 15.053  | 9,61%      |
| Mozarildo Cavalcanti PL           | - PL                                               | 221    | PL (sem coligação)                                   | 9.967   | 6,37%      |
| José Altino Machado PMDB          | - PMDB                                             | 153    | PMDB (sem coligação)                                 | 9.507   | 6,07%      |
| Robério Araújo PSDB               | - PSDB                                             | 455    | Movimento Roraima Livre (PSDB, PDT, PSB, PCdoB, PST) | 6.483   | 4,14%      |
| Alcides Lima PFL                  | - PFL                                              | 251    | PFL (sem coligação)                                  | 5.432   | 3,47%      |
| Manuel Belchior PRN               | - PRN                                              | 362    | PRN (sem coligação)                                  | 4.172   | 2,66%      |
| Adalberto Silva PRP               | - PRP                                              | 444    | PRP (sem coligação)                                  | 4.080   | 2,61%      |
| Alci da Rocha PTB                 | - PTB                                              | 145    | Frente Popular Nova Estrela (PTB, PDC, PSD)          | 3.445   | 2,20%      |
| Chagas Duarte PDT                 | - PDT                                              | 121    | Movimento Roraima Livre (PSDB, PDT, PSB, PCdoB, PST) | 3.086   | 1,97%      |
| Hailton Vieira PRN                | - PRN                                              | 363    | PRN (sem coligação)                                  | 2.763   | 1,76%      |
| Tomé Mestrinho PSDB               | - PSDB                                             | 451    | Movimento Roraima Livre (PSDB, PDT, PSB, PCdoB, PST) | 2.457   | 1,57%      |
| Túlio de Oliveira PTR             | - PTR                                              | 282    | Novo Roraima (PSC, PTR)                              | 2.456   | 1,57%      |
| Clidenor Leite PT                 | - PT                                               | 131    | PT (sem coligação)                                   | 1.605   | 1,02%      |
| Rogério Miranda PMN               | - PMN                                              | 332    | PMN (sem coligação)                                  | 1.120   | 0,71%      |
| Ziomar Maia PRN                   | - PRN                                              | 361    | PRN (sem coligação)                                  | 827     | 0,53%      |
| Rubens Penteado PDS               | - PDS                                              | 112    | PDS (sem coligação)                                  | 588     | 0,38%      |
| Jorge Yunes PDS                   | - PDS                                              | 111    | PDS (sem coligação)                                  | 373     | 0,24%      |

## Deputados federais eleitos
São relacionados os candidatos eleitos com informações complementares da Câmara dos Deputados.

Representação eleita
  PTB: 3
  PDS: 2
  PDC: 1
  PFL: 1
  PMDB: 1

| Número | Deputados federais eleitos | Partido | Votação | Percentual | Cidade onde nasceu | Unidade federativa |
| 1111   | Teresa Surita              | PDS     | 11.128  | 22,00%     | São Manuel         | São Paulo          |
| 1477   | Alceste Almeida            | PTB     | 3.451   | 6,80%      | Manaus             | Amazonas           |
| 1444   | Júlio Cabral               | PTB     | 2.875   | 5,70%      | Manaus             | Amazonas           |
| 1799   | Avenir Rosa                | PDC     | 2.585   | 5,10%      | Pompeia            | São Paulo          |
| 1414   | Chico Rodrigues            | PTB     | 2.352   | 4,60%      | Recife             | Pernambuco         |
| 1190   | Marcelo Luz                | PDS     | 1.806   | 3,60%      | Petrolina          | Pernambuco         |
| 2511   | Rubem Bento                | PFL     | 1.548   | 3,10%      | Bacabal            | Maranhão           |
| 1566   | João Fagundes              | PMDB    | 1.395   | 2,80%      | Uruguaiana         | Rio Grande do Sul  |

## Deputados estaduais eleitos
Representação eleita
  PTB: 6
  PL: 6
  PSDB: 4
  PFL: 3
  PRN: 2
  PDS: 1
  PTR: 1
  PSC: 1

| Número | Deputados estaduais eleitos | Partido | Votação | Percentual | Cidade onde nasceu     | Unidade federativa |
| 14141  | Airton Cascavel             | PTB     | 1.826   | 2,65%      | Capanema               | Pará               |
| 45145  | Sérgio Ferreira             | PSDB    | 950     | 1,38%      | Boa Vista              | Roraima            |
| 22222  | Vera Regina                 | PL      | 942     | 1,37%      | Sant'Ana do Livramento | Rio Grande do Sul  |
| 14121  | Antônio Pampinha            | PTB     | 895     | 1,30%      | Cantá                  | Roraima            |
| 45112  | Babé Menezes                | PSDB    | 871     | 1,26%      | Mucajaí                | Roraima            |
| 22210  | Édio Lopes                  | PL      | 842     | 1,22%      | Presidente Epitácio    | São Paulo          |
| 14177  | Odete Domingues             | PTB     | 827     | 1,20%      | Santo Ângelo           | Rio Grande do Sul  |
| 25130  | Noêmia Amazonas             | PFL     | 780     | 1,13%      | Alto Alegre            | Roraima            |
| 14113  | José Maria Carneiro         | PTB     | 729     | 1,06%      | Boa Vista              | Roraima            |
| 22230  | Renan Beckel                | PL      | 708     | 1,03%      | Boa Vista              | Roraima            |
| 22200  | Rodolfo Braga               | PL      | 643     | 0,93%      | Amajari                | Roraima            |
| 25125  | Berinho Bantim              | PFL     | 640     | 0,93%      | Boa Vista              | Roraima            |
| 11200  | Iradilson Sampaio           | PDS     | 638     | 0,92%      | São José do Egito      | Pernambuco         |
| 14155  | João Alves de Oliveira      | PTB     | 600     | 0,87%      | Bonfim                 | Roraima            |
| 28120  | Luiz Afonso Faccio          | PTR     | 584     | 0,84%      | Normandia              | Roraima            |
| 45133  | Rosa Rodrigues              | PSDB    | 579     | 0,84%      | Manaus                 | Amazonas           |
| 25101  | Flávio Chaves               | PFL     | 567     | 0,82%      | Boa Vista              | Roraima            |
| 14140  | Jeil Valério                | PTB     | 554     | 0,80%      | São Luiz               | Roraima            |
| 22244  | Célio Wanderley             | PL      | 552     | 0,80%      | Boa Vista              | Roraima            |
| 20222  | Eulina Vieira               | PSC     | 531     | 0,77%      | Belém                  | Pará               |
| 45124  | Otoniel Ferreira            | PSDB    | 526     | 0,76%      | Porto Velho            | Rondônia           |
| 22112  | Ramiro Teixeira             | PL      | 494     | 0,71%      | São João da Baliza     | Roraima            |
| 36123  | Almir Sá                    | PRN     | 473     | 0,68%      | Paranavaí              | Paraná             |
| 36188  | Chico Guerra                | PRN     | 430     | 0,62%      | Caracaraí              | Roraima            |